# Marta Sánchez (Volleyballspielerin)
Marta Sánchez Salfrán (* 17. Mai 1973 in Holguín, Kuba) ist eine ehemalige kubanische Volleyballnationalspielerin.
Marta Sánchez gewann die Goldmedaille bei den Olympischen Spielen 2000 in Sydney und Bronze 2004 in Athen. Sie wurde 1998 Weltmeisterin, gewann 1995 und 1999 den Weltpokal und 2000 den World Grand Prix.
Die Außenangreiferin ist 1,82 m groß und hatte eine Abschlaghöhe von 3,24 Metern.